# Temporada 2013 del Campeonato de España de Rally
La temporada 2013 fue la edición 57.ª del Campeonato de España de Rally. El calendario estaba compuesto de nueve pruebas comenzando el 16 de marzo en el Rally Islas Canarias-El Corte Inglés y finalizando el 24 de noviembre en el Rally Comunidad de Madrid. El Rally Islas Canarias es puntuable para el Campeonato de Europa.

## Calendario
Aunque en el mes de abril el Rally Príncipe de Asturias se cayó del calendario debido a la falta de apoyo institucional días después del anuncio de su anulación la organización comunicó la celebración de la prueba tras lograr el apoyo de varios ayuntamientos.
| N.º | Fecha            | Prueba                                      | Series | Resultados |
| --- | ---------------- | ------------------------------------------- | ------ | ---------- |
| 1   | 23-24 marzo      | 37.º Rally Islas Canarias - El Corte Inglés | ERC    | Resultados |
| 2   | 18-19 mayo       | 35.º Rallye Santander Cantabria             |        | Resultados |
| 3   | 1-2 junio        | 49.º Rallye Internacional Rías Baixas       |        | Resultados |
| 4   | 15-16 junio      | 46.º Rallye de Ourense-Ourense Termal       |        | Resultados |
| 5   | 24-25 agosto     | 44.º Rallye de Ferrol                       |        | Resultados |
| 6   | 14-15 septiembre | 50.º Rally Príncipe de Asturias             |        | Resultados |
| 7   | 28-29 septiembre | 37.º Rallye Villa de Llanes                 |        | Resultados |
| 8   | 19-20 octubre    | 31.er Rallye Sierra Morena                  |        | Resultados |
| 9   | 23-24 noviembre  | 4.º Rally Comunidad de Madrid               |        | Resultados |

## Cambios y novedades
El Rally del Bierzo que había sido preinscripción para el campeonato en 2012 no se incluyó finalmente en el calendario al no lograr la puntuación necesaria. Se celebran dos certámenes: el campeonato absoluto y el campeonato de producción (anteriormente conocido como Copa de España) donde podrán participar todos los automóviles excepto los de la categoría 1 y nacional 1. Las categorías de los automóviles permitidos se dividen en las categorías siguientes:
- Categoría 1: WRC, GT, S2000, R5, R4, N+ y nacional 1.
- Categoría 2: R3, R3T, grupo A (menos de 1600 cc), grupo N producción (más de 1600 cc) e históricos.
- Categoría 3: R3 diésel, R2 y nacional 2.
- Categoría 4: R1, grupo N (menos de 1600 cc), nacional 3 y monomarcas con un máximo de cinco años.

A mitad de temporada la Federación cambio la normativa respecto a los reconocimientos. A partir de la cuarta ronda (Rally de Ourense) se permitió un número ilimitado de pasos por los tramos, siempre durante los horarios designados por los organizadores y a una velocidad máxima de 80 km/h.

### Novedades técnicas
Se admiten los R5, los RRC (Regional Rally Car), vehículos Super 2000 con motor 1.6 cc y turbo con brida de 32 y 30 mm respectivamente acorde la normativa de la FIA. Los vehículos GT no tendrán de cilindrada pero sí un peso mínimo en relación 2,95 kg por caballo de potencia. Se admiten los World Rally Car de última generación de motor 1.6 cc, pero con un turbo capado por una brida de 31 mm, al contrario de los 33 mm establecidos en el Campeonato del Mundo.

### Puntuación
- Se otorgan puntos a los veinte primeros clasificados.[9]

| Posición | 1  | 2  | 3  | 4  | 5  | 6  | 7  | 8  | 9  | 10 | 11 | 12 | 13 | 14 | 15 | 16 | 17 | 18 | 19 | 20 |
| -------- | -- | -- | -- | -- | -- | -- | -- | -- | -- | -- | -- | -- | -- | -- | -- | -- | -- | -- | -- | -- |
| Puntos   | 35 | 30 | 27 | 25 | 23 | 21 | 19 | 17 | 15 | 13 | 11 | 9  | 8  | 7  | 6  | 5  | 4  | 3  | 2  | 1  |

## Equipos
| Equipo                | Vehículo                   | Piloto                | Copiloto                 | Rondas            |
| Equipos oficiales     | Equipos oficiales          | Equipos oficiales     | Equipos oficiales        | Equipos oficiales |
| --------------------- | -------------------------- | --------------------- | ------------------------ | ----------------- |
| Suzuki Motor Ibérica  | Suzuki Swift S1600         | Joan Vinyes           | Jordi Mercader           | 1-7, 8            |
| Suzuki Motor Ibérica  | Suzuki Swift S1600         | Gorka Antxustegui     | Alberto Iglesias         | 1-7, 8            |
| Suzuki Motor Ibérica  | Suzuki Swift S1600         | Santiago Cañizares    | Ricardo Ranero           | 4, 9              |
| Suzuki Motor Ibérica  | Suzuki Swift Sport         | Miguel Ángel Fuster   | Daniel Cué               | 5                 |
| Renault España        | Renault Mégane RS N4       | Joan Carchat          | Albert Garduño           | 2-9               |
| Equipos privados      |                            |                       |                          |                   |
| Canarias Sport Club   | Mini Cooper S2000 1.6T     | Luis Monzón           | José Carlos Déniz        | 1                 |
| Canarias Sport Club   | Mini John Cooper Works WRC | Luis Monzón           | José Carlos Déniz        | 2-6               |
| IMEX Laca Competición | Porsche 997 GT3            | Miguel Ángel Fuster   | Daniel Cué               | 1, 3, 6-7         |
| IMEX Laca Competición | Porsche 997 GT3            | Miguel Ángel Fuster   | Nacho Aviñó              | 4                 |
| Escudería Ourense     | Porsche 911 GT3            | Sergio Vallejo        | Diego Vallejo            | 2-6, 8            |
| Copi Sport            | Porsche 997 GT3            | Enrique Cruz          | Ariday Bonilla           | 1                 |
| ACSM Rallye Team      | Porsche 997 GT3            | Xavi Pons             | Alex Haro                | 1                 |
| ACSM Rallye Team      | Mitsubishi Lancer Evo X    | Xavi Pons             | Alex Haro                | 2                 |
| ACSM Rallye Team      | Porsche 997 GT3            | Xavi Pons             | Xavi Amigo               | 3                 |
| ACSM Rallye Team      | Mitsubishi Lancer Evo X    | Xavi Pons             | Xavi Amigo               | 4-8               |
| ACSM Rallye Team      | Škoda Fabia S2000          | Xavi Pons             | Xavi Amigo               | 9                 |
| ACSM Rallye Team      | Mitsubishi Lancer Evo X    | Alejandro Pais        | Julià Pascual            | 1                 |
| ACSM Rallye Team      | Mitsubishi Lancer Evo X    | Alejandro Pais        | Santiago País            | 2-9               |
| ACSM Rallye Team      | Ford Fiesta R2             | José Antonio Suárez   | Cándido Carrera          | 1-2, 4-8          |
| ACSM Rallye Team      | Mitsubishi Lancer Evo IX   | José Antonio Suárez   | Pablo Marcos             | 9                 |
| RMC Motorsport        | Mitsubishi Lancer Evo X    | Jonathan Pérez Suárez | Francisco Javier Álvarez | 1-5               |
| RMC Motorsport        | Citroën DS3 R3T            | Jonathan Pérez Suárez | Francisco Javier Álvarez | 6                 |
| RMC Motorsport        | Mitsubishi Lancer Evo X    | Alberto Meira         | David Vázquez            | 1-9               |
| RMC Motorsport        | Mitsubishi Lancer Evo X    | Alfonso Viera         | Víctor Pérez             | 1                 |
| RMC Motorsport        | Mitsubishi Lancer Evo X    | Surhayen Pernía       | Juan Luis García         | 1-9               |
| Autogomas Cantabria   | Citroën DS3 R3T            | Enrique García Ojeda  | Pablo Marcos             | 1-4               |
| Autogomas Cantabria   | Citroën DS3 R3T            | Enrique García Ojeda  | Mario González Tomé      | 5                 |
| Víctor Senra          | Mitsubishi Lancer Evo X    | Víctor Senra          | Enrique Velasco          | 1                 |
| Yacar Racing          | Mitsubishi Lancer Evo X    | Víctor Senra          | Enrique Velasco          | 2                 |
| Yacar Racing          | Mitsubishi Lancer Evo X    | Víctor Senra          | José Pintor              | 3,5               |
| Yacar Racing          | Mitsubishi Lancer Evo X    | Víctor Senra          | Diego Vallejo            | 7                 |
| Yacar Racing          | Mitsubishi Lancer Evo X    | Víctor Senra          | Ramón López              | 4                 |
| Yacar Racing          | Porsche 997 GT3 RS 3.6     | Víctor Senra          | Ramón López              | 8                 |

## Clasificación

### Campeonato de pilotos
| Pos. | Piloto                       | CNR | CAN | RBX | ORN | FRR | PRA | VLL | SRM | RCM | Puntos |
| ---- | ---------------------------- | --- | --- | --- | --- | --- | --- | --- | --- | --- | ------ |
| 1.   | Luis Monzón                  | 1   | 1   | 6   | 1   | 1   | 1   |     |     |     | 213,5  |
| 2.   | Alberto Meira                | 5   | 3   | 2   | 5   | Ret | Ret | 7   | 2   | 2   | 193,5  |
| 3.   | Alejandro Pais               | 10  | 10  | 5   | 7   | 2   | 20  | 9   | 3   |     | 148,5  |
| 4.   | Gorka Antxustegui            | 7   | 7   | Ret | 8   | 4   | 5   | 6   |     | 9   | 148,5  |
| 5.   | Xavi Pons                    | 3   | 8   | Ret | 3   | Ret | Ret | 2   | Ret | 4   | 139,5  |
| 6.   | Miguel Ángel Fuster          | 2   |     | 3   | 2   | 7   | Ret | 4   |     |     | 134    |
| 7.   | Víctor Senra                 | 9   | 6   | 4   | 4   | Ret |     | 1   | Ret |     | 128,5  |
| 8.   | José Antonio Suárez          | 11  | 9   |     | Ret |     | 6   | 8   | 5   | 1   | 127,5  |
| 9.   | Joan Vinyes                  | Ret | 4   | 8   | 9   | Ret | 4   | 10  |     | 6   | 116    |
| 10.  | Surhayen Pernía              | Ret | 2   | 9   | Ret | Ret | Ret | 3   | 1   | Ret | 107    |
| 11.  | Sergio Vallejo               |     | 5   | 1   | Ret | Ret | 2   |     | Ret |     | 88     |
| 12.  | Joan Carchat                 |     | 11  | 7   | Ret | Ret | 25  | 13  | 4   | 8   | 80     |
| 13.  | Esteban Vallín               |     | 16  | 11  | Ret | 7   | 11  | 14  | 11  | 13  | 72     |
| 14.  | Enrique García Ojeda         | Exc | Ret | DNS | 6   | 3   |     | 11  |     |     | 59     |
| 15.  | Adrián Díaz Pérez            |     | 23  | 18  | 14  | 9   | 13  | 15  |     | 19  | 41     |
| 16.  | Alberto Otero                |     | 17  | 10  | Ret |     | 7   |     | Ret | 17  | 40     |
| 17.  | Pablo Pazó                   |     | 21  | 12  | 12  | 10  | 17  | 17  |     | 21  | 39     |
| 18.  | Jonathan Pérez               | 4   | Ret | Ret | Ret | Ret | Ret |     |     |     | 37,5   |
| 19.  | Víctor Pérez Silva           |     | 18  | 15  | 13  | 13  | 14  | 16  |     | 22  | 41     |
| 20.  | Marco Lorenzo                | 12  | 35  |     | 15  |     | 10  | 18  |     |     | 35,5   |
| 21.  | Francisco Lago               |     | 26  | 13  | 18  | 8   | 19  | 19  |     | Ret | 33     |
| 22.  | «Rantur»                     |     | 19  | Ret | 10  |     | 8   |     |     |     | 32     |
| 23.  | Alfonso Viera Marco          | 6   |     |     |     |     |     |     |     |     | 31,5   |
| 24.  | Óscar Palacio                |     |     |     |     |     | 3   | Ret |     |     | 27     |
| 25.  | Álvaro Muñiz                 |     |     | Ret | Ret |     |     |     |     | 3   | 27     |
| 26.  | Enrique Cruz Ramos           | 8   |     |     |     |     |     |     |     |     | 25,5   |
| 27.  | José Alonso Liste            |     |     | 20  | Ret |     |     |     | 9   | 12  | 25     |
| 28.  | David Grandal                |     |     |     |     | 5   |     |     |     |     | 23     |
| 29.  | Fran Cima                    |     |     |     |     |     | Ret | 5   |     |     | 23     |
| 30.  | Alberto Monarri              |     |     |     |     |     | Ret |     |     | 5   | 23     |
| 31.  | José Antonio Aznar           |     |     |     |     |     |     |     | 6   |     | 21     |
| 32.  | Tino Iglesias                |     |     |     |     | 6   |     |     |     |     | 21     |
| 33.  | Sergio Reyes                 |     |     |     |     |     |     |     | 7   |     | 19     |
| 34.  | Alberto San Segundo          |     |     |     |     |     |     |     |     | 7   | 19     |
| 35.  | Alberto Alonso               |     | 28  |     | 20  | 12  | 12  | 23  |     | Ret | 19     |
| 36.  | José Antonio Caballero Muñoz |     |     |     |     |     |     |     | 8   |     | 17     |
| 37.  | Ángel Paniceres              |     | 32  |     | 24  | 20  | 15  | 20  | 13  | 20  | 17     |
| 38.  | Diego Pinilla                |     |     | 17  | Ret |     |     |     | 14  | 15  | 17     |
| 39.  | Roberto Solís                |     |     |     |     |     | 9   | Ret |     |     | 15     |
| 40.  | Óscar Pereiro                |     | 20  | Ret | Ret |     |     |     | 10  |     | 14     |
| 41.  | José Luis Peláez             |     | Ret | Ret |     | Ret | Ret | Ret |     | 10  | 13     |
| 42.  | Damián Suárez                | 13  |     |     |     |     |     |     |     |     | 12     |
| 43.  | Iván Cagiao                  |     |     |     |     | 11  |     |     |     |     | 11     |
| 44.  | Daniel Marbán                | Ret |     |     |     |     |     |     |     | 11  | 11     |
| 45.  | Miguel Ángel Suárez          | Ret |     |     | 11  | Ret |     | Ret |     |     | 11     |
| 46.  | Édgar Vigo                   |     | 31  | 29  | 17  | 15  | 21  | Ret |     | 30  | 10     |
| 47.  | Ángel M. Cordero             |     |     |     |     |     |     |     | 12  |     | 9      |
| 48.  | Daniel Peña                  |     | 12  |     |     |     |     |     |     |     | 9      |
| 49.  | David Guardado               |     | 27  | 37  |     | Ret | 30  | 12  | Ret |     | 9      |
| 50.  | Jonathan Cabo                |     | 13  |     |     |     |     |     |     |     | 8      |
| 51.  | Joel Guerrero                |     | 30  | 22  | 16  | Ret | 27  | 26  |     | 18  | 8      |
| 52.  | Xabier Lujúa                 |     | 14  |     |     |     |     |     |     |     | 7      |
| 53.  | Juan Álvaro Filip            |     | Ret |     |     | 23  |     | Ret |     | 14  | 7      |
| 54.  | Isaac Galazo                 |     |     |     |     |     |     |     | 16  |     | 5      |
| 54.  | Marcos Canedo López          |     | 34  | 14  | Ret | Ret |     |     |     |     | 7      |
| 56.  | José Fernando Rico           |     | 24  | 19  | Ret | 22  | 16  | Ret |     | 27  | 7      |
| 56.  | Miguel Ángel Rico            |     |     |     |     |     |     |     | 17  |     | 4      |
| 57.  | Franscisco Javier Polidura   |     | 15  |     |     |     |     | 25  |     |     | 6      |
| 58.  | Luis Aragonés                |     |     | 23  | 25  |     | 26  |     | 15  | 25  | 6      |
| 59.  | Alberto Hevia                |     |     |     |     |     | 18  |     |     |     | 6      |
| 60.  | Cristian García Martínez     |     | 29  | Ret | 31  | 16  | 23  | 22  |     | Ret | 6      |
| 61.  | Manuel Botella Díaz          |     |     |     |     |     |     |     | 18  |     | 5      |
| 62.  | Marcos Rodríguez Poncelas    |     | 22  | 16  | Ret | Ret |     | 29  |     |     | 5      |
| 63.  | Iago Caamaño                 |     |     | 27  | Ret | Ret |     | Ret |     | 16  | 5      |
| 64.  | Óscar Barroso                |     |     | 25  |     | 17  |     |     |     |     | 4      |
| 65.  | Juan Manuel Mañá             |     | 39  | 28  | 23  | 18  | Ret | 30  |     | 24  | 3      |
| 66.  | José Pazó                    |     | 33  | 21  | 19  | 25  | 24  | 32  |     | 28  | 2      |
| 67.  | Juan Carlos Aguado           |     | 25  | Ret | Ret | 19  |     | 21  |     |     | 2      |

### Campeonato de marcas
| Pos. | Marca      | Puntos |
| ---- | ---------- | ------ |
| 1.   | Mitsubishi | 516.5  |
| 2.   | Suzuki     | 357    |
| 3.   | Renault    | 262    |

### Copa de copilotos
| Pos. | Copiloto             | Puntos |
| ---- | -------------------- | ------ |
| 1.   | José Carlos Déniz    | 213.5  |
| 2.   | David Vázquez Liste  | 193.5  |
| 3.   | Alberto Iglesias Pin | 148    |
| 4.   | Santiago Pais        | 129    |
| 5.   | Diego Vallejo        | 123    |
| 6.   | Jordi Mercader       | 112    |
| 7.   | Juan Luis García     | 107    |
| 8.   | Dani Cué             | 104    |
| 9.   | Xavi Amigo           | 99     |
| 10.  | Cándido Carrera      | 92     |

### Copa de clubes/escuderías
| Pos. | Escudería           | Puntos |
| ---- | ------------------- | ------ |
| 1.   | ACSM Rallye Team    | 527    |
| 2.   | AMP Classic Team    | 240    |
| 3.   | Canarias Sport Club | 221.5  |
| 4.   | Escudería Ourense   | 201    |
| 5.   | Yacar Racing        | 156.5  |

### Copa R2
| Pos. | Piloto                      | Puntos |
| ---- | --------------------------- | ------ |
| 1.   | José Antonio Suárez Miranda | 192.5  |
| 2.   | Angel Paniceres Fuentes     | 170    |
| 3.   | Marco Lorenzo Rancel        | 138    |
| 4.   | Alberto Otero               | 115    |
| 5.   | Luis Aragonés               | 115    |

### Copa R3
| Pos. | Piloto                        | Puntos |
| ---- | ----------------------------- | ------ |
| 1.   | Enrique García Ojeda          | 105    |
| 2.   | Angel Moises Cordero Gonzalez | 35     |
| 3.   | José Luis Pelaez              | 35     |
| 4.   | Armindo Neves                 | 30     |

### Copa vehículos GT
| Pos. | Piloto              | Puntos |
| ---- | ------------------- | ------ |
| 1.   | Miguel Ángel Fuster | 152.5  |
| 2.   | Sergio Vallejo      | 105    |
| 3.   | Xavi Pons           | 45     |
| 4.   | Enrique Cruz        | 40     |
| 5.   | José Antonio Aznar  | 35     |

### Copa grupo N
| Pos. | Piloto               | Puntos |
| ---- | -------------------- | ------ |
| 1.   | Alejandro Pais       | 262.5  |
| 2.   | Esteban Vallín Pérez | 203    |
| 3.   | Joan Carchat         | 163    |

### Copa vehículos N3
| Pos. | Piloto            | Puntos |
| ---- | ----------------- | ------ |
| 1.   | Esteban Vallín    | 245    |
| 2.   | Pablo Pazó        | 188    |
| 3.   | Adrián Díaz Pérez | 182    |
| 4.   | Víctor Pérez      | 181    |
| 5.   | Francisco Lago    | 139    |

### Copa Súper 1,6T
| Pos. | Piloto      | Puntos |
| ---- | ----------- | ------ |
| 1.   | Luis Monzón | 227,5  |

### Copa vehículos R1
| Pos. | Piloto            | Puntos            |
| ---- | ----------------- | ----------------- |
| .    | Sin participantes | Sin participantes |

### Copa dos ruedas motrices
| Pos. | Piloto              | Puntos |
| ---- | ------------------- | ------ |
| 1.   | Gorka Antxustegui   | 237.5  |
| 2.   | Joan Vinyes         | 194    |
| 3.   | José Antonio Suárez | 164    |
| 4.   | Esteban Vallín      | 159    |
| 5.   | Pablo Pazó          | 109    |

### Copa júnior
| Pos. | Piloto                  | Puntos |
| ---- | ----------------------- | ------ |
| 1.   | Angel Paniceres Fuentes | 235    |
| 2.   | David Guardado Rey      | 135    |
| 3.   | Emma María Falcón       | 84     |

### Trofeo júnior copilotos
| Pos. | Copiloto                  | Puntos |
| ---- | ------------------------- | ------ |
| 1.   | Alejandro López Fernández | 240    |
| 2.   | Luis Miguel Comesaña      | 204    |
| 3.   | Joanes Goitisolo          | 65     |

### Copa pilotos femeninos
| Pos. | Piloto      | Puntos |
| ---- | ----------- | ------ |
| 1.   | Emma Falcón | 105    |

### Copa copilotos femeninos
| Pos. | Copiloto                  | Puntos |
| ---- | ------------------------- | ------ |
| 1.   | Sara Fernández Palazuelos | 240    |
| 2.   | Fátima Ameneiro           | 166    |
| 3.   | Rebeca Liso               | 142    |
| 4.   | Vanessa Valle             | 58     |
| 5.   | Mónica Álvarez            | 54     |

### Challenge Twingo Renault Sport R2
| Pos. | Piloto        | Puntos |
| ---- | ------------- | ------ |
| 1.   | Alberto Otero | 73     |
| 2.   | Luis Aragonés | 59     |

### Mitsubishi Evo Cup asfalto
| Pos. | Piloto                 | Puntos |
| ---- | ---------------------- | ------ |
| 1.   | Víctor Senra           |        |
| 2.   | Surhayen Pernía        |        |
| 3.   | Xavier Pons            |        |
| 4.   | Ángel Manuel Paniceres |        |
| 5.   | Jonathan Pérez         |        |
| 6.   | Jaime Castro           |        |
| 7.   | José Antonio Suárez    |        |
| 8.   | Alfonso Vera           |        |
| 9.   | Alejandro Pais         |        |
| 10.  | Alberto Monarri        |        |

### Suzuki Swift
| Pos. | Piloto           | Puntos |
| ---- | ---------------- | ------ |
| 1.   | Víctor Pérez     | 131    |
| 2.   | Adrián Díaz      | 126    |
| 3.   | Pablo Pazó       | 122    |
| 4.   | Francisco Lago   | 98     |
| 5.   | Joel Guerrero    | 76     |
| 6.   | Fernando Rico    | 65     |
| 7.   | Édgar Vigo       | 58     |
| 8.   | Cristian García  | 53     |
| 9.   | José Pazo        | 53     |
| 10.  | Juan Manuel Maña | 51     |

### Challenge equipos
| Pos. | Equipo               | Puntos |
| ---- | -------------------- | ------ |
| 1.   | Aragonés Competición | 69     |